# Província de Jorge Basadre
La província de Jorge Basadre és una província de la regió de Tacna, al sud del Perú. La seva capital és la ciutat de Locumba.
La província, amb una extensió de 2.732,52 km², limita amb la regió de Moquegua al nord, i amb les províncies de Candavare a l'est, i de Tacna al sud. Es divideix en tres districtes:
- Ilabaya a l'interior, ja als contraforts dels Andes.
- Locumba, a l'altiplà situat entre la costa i els Andes.
- Ite, situat a la costa.

La seva població és escassa; tenia 9.872 habitants al cens de 2007. La meitat de la població residia al districte de Ilabaya, on hi ha centres miners.
Deu el seu nom a l'historiador Jorge Basadre Grohmann, nascut a Tacna, capital regional.